# 托馬斯·多明戈

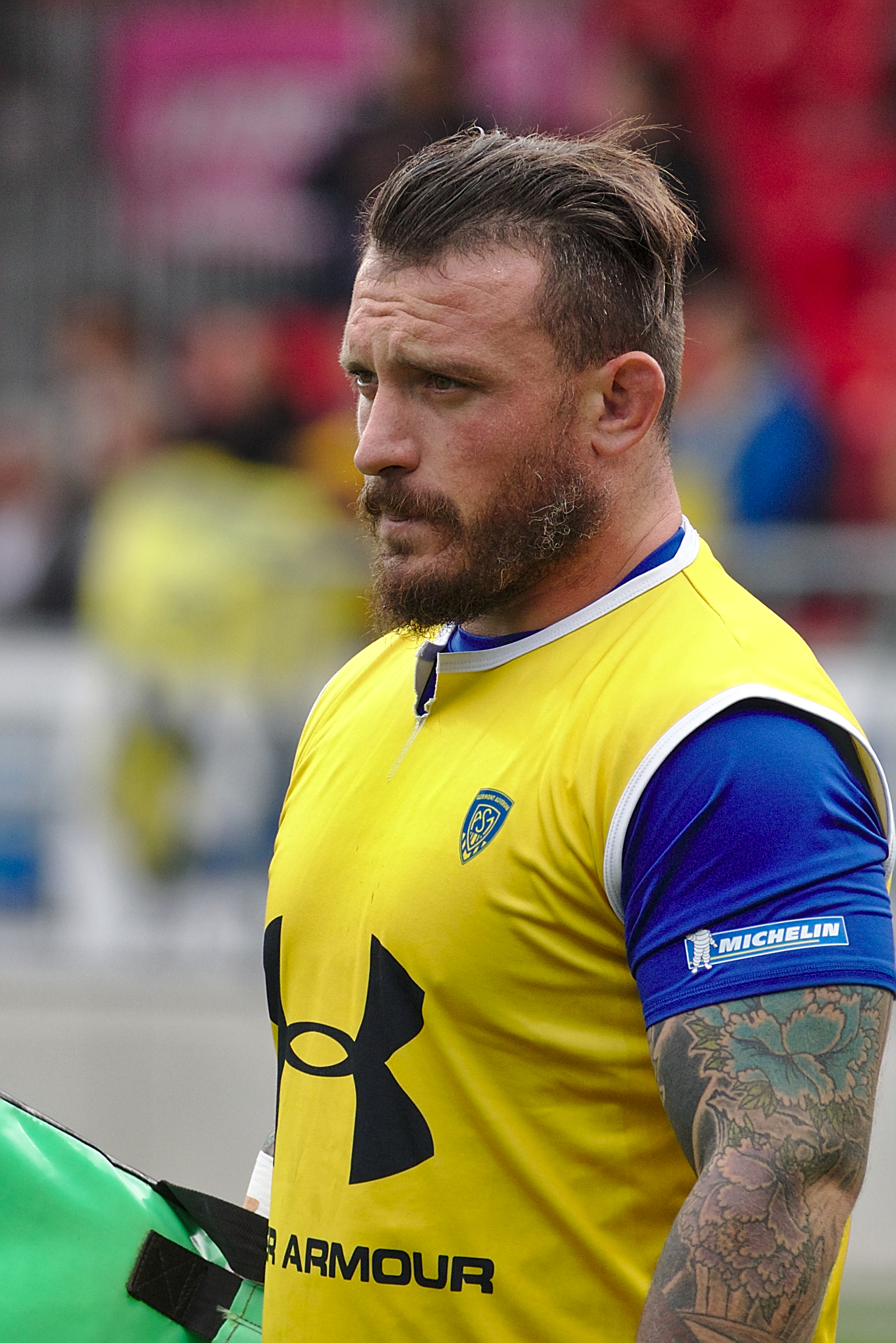
托馬斯·多明戈

托馬斯·多明戈（法語：Thomas Domingo；1989年8月20日—）是一位法國橄欖球運動員。他是法國國家橄欖球隊的一員，代表法國參加了2015年橄欖球六國賽。